# Boisemont (Eure)
Boisemont és un municipi francès situat al departament de l'Eure i a la regió de Normandia. L'any 2007 tenia 788 habitants.

## Demografia

### Població
El 2007 la població de fet de Boisemont era de 788 persones. Hi havia 268 famílies, de les quals 44 eren unipersonals (24 homes vivint sols i 20 dones vivint soles), 84 parelles sense fills, 128 parelles amb fills i 12 famílies monoparentals amb fills.
La població ha evolucionat segons el següent gràfic:
Habitants censats

### Habitatges
El 2007 hi havia 293 habitatges, 266 eren l'habitatge principal de la família, 18 eren segones residències i 9 estaven desocupats. 280 eren cases i 12 eren apartaments. Dels 266 habitatges principals, 216 estaven ocupats pels seus propietaris, 48 estaven llogats i ocupats pels llogaters i 2 estaven cedits a títol gratuït; 1 tenia una cambra, 13 en tenien dues, 41 en tenien tres, 61 en tenien quatre i 150 en tenien cinc o més. 235 habitatges disposaven pel capbaix d'una plaça de pàrquing. A 109 habitatges hi havia un automòbil i a 139 n'hi havia dos o més.

### Piràmide de població
La piràmide de població per edats i sexe el 2009 era:
| Homes | Edats   | Dones |
| ----- | ------- | ----- |
| 0     | 95 o +  | 0     |
| 0     | 90 a 94 | 0     |
| 0     | 85 a 89 | 0     |
| 0     | 80 a 84 | 8     |
| 8     | 75 a 79 | 4     |
| 16    | 70 a 74 | 8     |
| 20    | 65 a 69 | 20    |
| 4     | 60 a 64 | 16    |
| 8     | 55 a 59 | 16    |
| 24    | 50 a 54 | 20    |
| 32    | 45 a 49 | 24    |
| 32    | 40 a 44 | 24    |
| 20    | 35 a 39 | 36    |
| 24    | 30 a 34 | 20    |
| 12    | 25 a 29 | 12    |
| 12    | 20 a 24 | 8     |
| 40    | 15 a 19 | 40    |
| 16    | 10 a 14 | 48    |
| 32    | 5 a 9   | 24    |
| 20    | 0 a 4   | 12    |

## Economia
El 2007 la població en edat de treballar era de 530 persones, 390 eren actives i 140 eren inactives. De les 390 persones actives 353 estaven ocupades (200 homes i 153 dones) i 37 estaven aturades (12 homes i 25 dones). De les 140 persones inactives 38 estaven jubilades, 52 estaven estudiant i 50 estaven classificades com a «altres inactius».

### Ingressos
El 2009 a Boisemont hi havia 257 unitats fiscals que integraven 744 persones, la mediana anual d'ingressos fiscals per persona era de 16.983,5 €.

### Activitats econòmiques
Dels 27 establiments que hi havia el 2007, 2 eren d'empreses extractives, 1 d'una empresa de fabricació d'altres productes industrials, 7 d'empreses de construcció, 4 d'empreses de comerç i reparació d'automòbils, 1 d'una empresa de transport, 1 d'una empresa d'hostatgeria i restauració, 5 d'empreses de serveis i 6 d'empreses classificades com a «altres activitats de serveis».
Dels 8 establiments de servei als particulars que hi havia el 2009, 1 era un taller de reparació d'automòbils i de material agrícola, 3 paletes, 1 guixaire pintor, 1 fusteria i 2 lampisteries.
L'any 2000 a Boisemont hi havia 9 explotacions agrícoles.

## Equipaments sanitaris i escolars
El 2009 hi havia una escola elemental.

## Poblacions més properes
El següent diagrama mostra les poblacions més properes.